# カーボベルデの教育

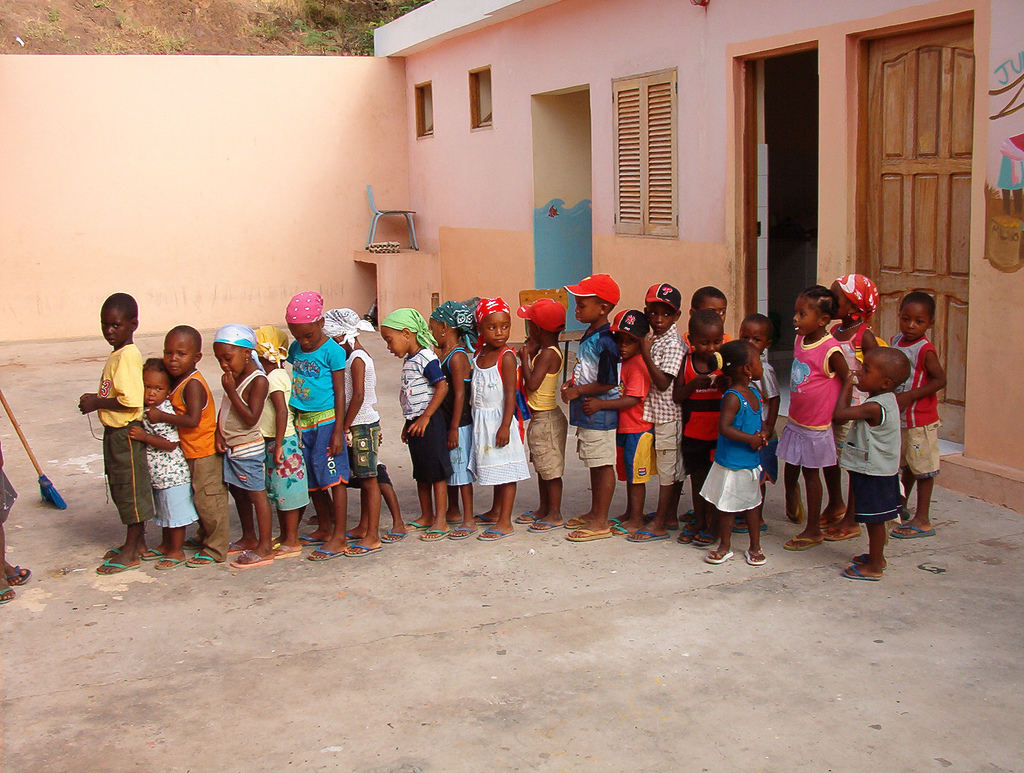
カーボベルデの小学生

カーボベルデの教育（カーボベルデのきょういく）における初等学校は、6歳から14歳までが必修であり、6歳から12歳は無料である。1997年には、初等教育の総就学率が148.8%に達した。2001年時点の初等教育就学率は不明である。就学率は教育への関心を示すが、必ずしも子どもの就学状況を反映しているわけではない。 教科書は90％の学童に利用できるようになり、90％の教師が実地教員研修を受講するようになった。多くの児童が教育にアクセスするものの、一部の問題は顕在である。
多くの生徒と一部の教師は家庭でカーボベルデ・クレオール語を話し、ポルトガル語（教育言語）を十分に理解できていないこと、教材費、給食費、図書費が不十分であること、特定の学年の再履修率が高いことなどが挙げられる。
人権測定イニシアティブ（HRMI） によると、カボベルデは、国の所得水準に基づき、教育を受ける権利について満たすべき権利の82.0％しか満たしていない。カボベルデの所得水準を考慮すると、同国は、初等教育については、その資源（所得）に基づき可能なはずの88.1％を達成しているが、中等教育については75.9％しか達成していない。